# Toumba tou Skourou
Die archäologische Fundstätte Toumba tou Skourou (griechisch Τούμπα του Σκούρου) liegt auf Zypern am Ufer des Ovgos/Dar Dere nahe der Stadt Morfou. Es handelt sich um eine Siedlung der späten Bronzezeit, die um 1600 v. Chr. entstanden ist und nach 1350 v. Chr. aufgegeben wurde. Möglicherweise bestand im Nordwesten der Insel ein politisches Kerngebiet um Morfou, das unabhängig vom dominierenden Alašija während des Übergangs von der mittleren zur späten Bronzezeit im Südosten bestand. Die Festung Nitovikla auf der Karpas-Halbinsel könnte eine Grenzfestung gewesen sein, ebenso wie Ayios Sozomenos und fünf Festungen im Raum um Eylenja und Geri.

## Ausgrabung
Ausgrabungen fanden dort zwischen 1971 und 1974 durch die Harvard University und das Museum of Fine Arts in Boston statt. Ausgrabungsleiterin war Emily T. Vermeule. In der Nähe befinden sich weitere Fundstätten, wie das neolithische Petra tou Limniti, das von der mykenischen bis zur römischen Zeit bestehende Soloi, dann Pentayia mit seinen bronzezeitlichen Gräbern, aber auch Agia Irini mit seinen Flusspferdfossilien, bronzezeitlichen Gräbern und einer römischen Siedlung, schließlich die wiederum bronzezeitlichen Gräber von Stefania und das aus derselben Epoche stammende Heiligtum von Myrtou Pigades.

## Periodisierung

### Älteste Siedlung
Toumba tou Skourou liegt mit seinem Nordteil auf einem länglichen Hügel, der durch eine Kiesrampe von einer Gruppe von Häusern im Süden abgesondert ist. Die Hauseingänge blickten auf eine Straße, die sich parallel zum Fluss erstreckte, während die Gräber sich im Osten befanden.
Die ersten Siedler kamen möglicherweise aus dem nahegelegenen Lapethos im Gebiet von Kyrenia. Sie errichteten eine massive Terrassenwand mit einer Länge von etwa 30 m. Im Ostteil fand man einen Wasserkanal, was als Hinweis auf eine Sumpflandschaft gedeutet wird, aus der sich der künstliche Dorfhügel inselartig erhob.
Wahrscheinlich waren viele der Häuser Werkstätten, die durch niedrige Mauern aufgeteilt waren, die wiederum Bänke trugen, die mit Platten aus mehrschichtigem Gips belegt waren. Neben der großen Zahl von Keramikgefäßen weist auf den Werkstattcharakter auch eine lange Reihe von Gefäßen entlang einer Mauer hin. Eine erhebliche Auswahl an Lehmarten stand den Handwerkern zur Verfügung, die vermutlich aus dem Flussbett des Ovgos stammten. 
Das älteste Grab der Fundstätte ist Grab 5. Es stammt aus der Gründungszeit am Ende der mittleren Bronzezeit. In den Beigaben der Gräber fand man importierte Gefäße aus Tell el Yehudiyeh, aber auch Imitate importierter Ware.

### Neugründung (um 1550 v. Chr.)
Um 1550 v. Chr. wurde die Siedlung, vielleicht nach einem Erdbeben, aufgegeben. Die Stätte wurde verfüllt und 2 m über dem bisherigen Niveau neu errichtet. Auch wurden neue Böden, Wände, Bänke und Brennöfen errichtet. An der Südflanke des Hügels entstand eine enorme Anlage zur Verarbeitung des Lehms; deren Gebäude war 2 m hoch und maß 14,5 * 6 m. Sein Boden besteht aus zertrümmertem wasserdichtem Stein und birgt eine Reihe von verbundenen Becken und zwei große, im Boden versenkte Vorratspithoi.
Die große kreisförmige Grube von Grab I wird in die Zeit um 1550–1525 v. Chr. datiert und befindet sich unterhalb des Hügels. Das Grab besteht aus 13 Nischen für Kinderbegräbnisse und drei Kammern zur Beisetzung von etwa 36 Erwachsenen. Der Grabplatz wurde mindestens ein Jahrhundert lang genutzt und ist der größte Platz dieser Art im Raum Morfou. Die Grabbeigaben bestehen aus jeder Art von Keramik dieser Epoche, wie sie bis zum Ende des 15. Jahrhunderts v. Chr. verbreitet war. Neben den rund 800 Vasen fand man Objekte aus Gold, Silber, Bronze und Elfenbein, Schmuck und Zylindersiegel. Auch fanden sich hier importierte Vasen vom Tell el Yehudieh, zweifarbige Vasen aus Palästina und Fragmente minoischer Gefäße. 

### Metallverarbeitung, Massenproduktion (um 1400 v. Chr.)
Um 1400 v. Chr. ist eine starke Veränderung erkennbar. Neue Ziegelwände und Anlagen entstanden, so etwa zur Metallverarbeitung. Drei rechteckige Gebäude in Flussnähe und südlich der Rampe erhielten neue Fußböden und Wände sowie Brunnen. Haus B besteht aus sechs Räumen mit Pflaster und Fliesenböden. Im größten Raum fand sich eine erhebliche Zahl von Pithoi, von denen einige rund 2 m hoch sind. Möglicherweise handelte es sich um eine Art Verkaufsraum. Im offenen Hof wurde daneben offenbar gesponnen und gewebt. Das Gebäude bestand bis etwa 1220 v. Chr.

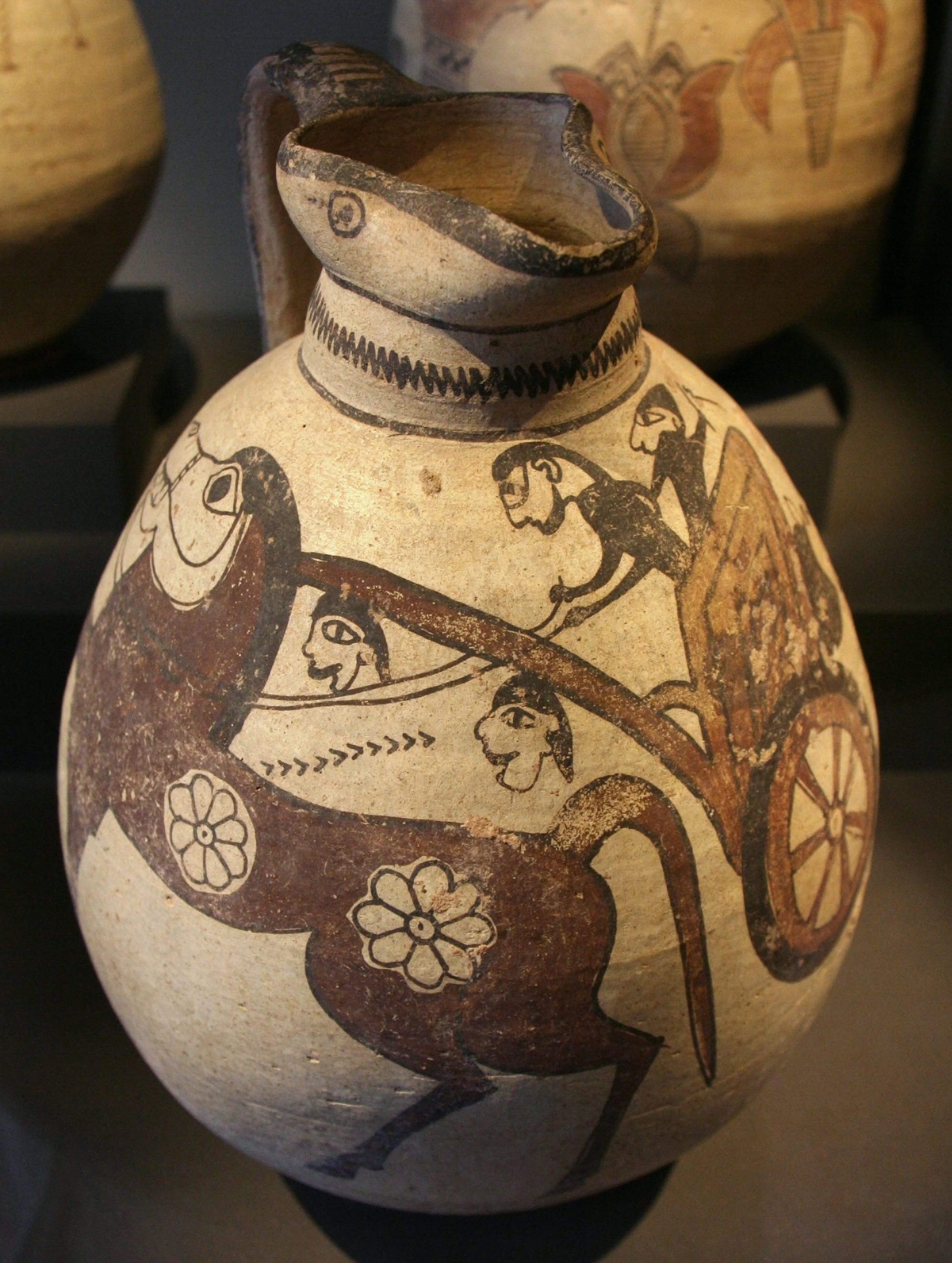
Zyprische zweifarbige Ware

Das jüngste Grab 2, Kammer 4, wurde in die Amarna-Zeit datiert, also um 1350 v. Chr. Dort wurde eine junge Frau in einem bereits existierenden Familiengrabmal beigesetzt. Sie war umgeben von reichen Grabbeigaben aus Elfenbein, Glas und Lapislazuli.

### Spätphase (bis um 700 v. Chr.)
Die Überreste der mykenischen Siedlung lagen um den Hügel verstreut. Die nächste Siedlungsphase wird Zypro-geometrisch III (850–750 v. Chr.) zugeordnet und reicht bis um 700 v. Chr. Die Stücke aus dieser Zeit sind überaus fragmentarisch. 